# Borislav Ivkov
Borislav Ivkov   (Belgrad, 12 de novembre de 1933 - Belgrad, 14 de febrer de 2022) va ser un jugador d'escacs serbi, que tenia el títol de Gran Mestre des de 1955. Fou el primer Campió del món júnior, el 1951. Va guanyar en tres ocasions el Campionat de Iugoslàvia, el 1958 (compartit), 1963 (compartit) i 1972. Fou Candidat al Campionat del món d'escacs el 1965, i va participar en quatre Interzonals més, els anys 1967, 1970, 1973, i 1979. Va representar Iugoslàvia 12 cops en Olimpíades d'escacs, entre 1956 i 1980, i sis cops en Campionats d'Europa per equips. Ivkov va guanyar dues dotzenes de torneigs d'elit durant la seva carrera; algunes victòries destacades foren les de Mar del Plata 1955, Buenos Aires 1955, Torneig de Beverwijk 1961, Zagreb 1965, Sarajevo 1967, 1r (ex aequo amb Jansa i Tukmàkov) al torneig Amsterdam IBM de 1974, i Moscou 1999. El 2006 es proclamà Campió d'Europa sènior. Durant més de 15 anys des de mitjan 1950s, fou el segon millor jugador iugoslau, només rere Svetozar Gligorić.